# آدم هيرز
آدم هيرز (بالإنجليزية: Adam Herz)‏ هو منتج أفلام وكاتب سيناريو أمريكي، ولد في 10 سبتمبر 1972 في نيويورك في الولايات المتحدة.

## وصلات خارجية
- آدم هيرز على موقع IMDb (الإنجليزية)
- آدم هيرز على موقع أول موفي (الإنجليزية)
- آدم هيرز على موقع قاعدة بيانات الأفلام السويدية (السويدية)
- آدم هيرز على موقع قاعدة بيانات الفيلم (الإنجليزية)